# ホ501
ホ501/ホ五〇一は、大日本帝国陸軍の航空機搭載砲。戦後、米軍は航空兵器に関する調査を行い、その回答に拠れば、本砲はキ93に搭載されるする予定であった。

## 概要
昭和17年（1942年）末ごろから日本陸軍ではB-17に対する効果的な攻撃方法と銃砲を検討し始めた。当初は楽観的であったものの、実際のB-17は要部16mmと強固な装甲を備え、数百発の7.7mm機関銃弾に耐えることが報告された。日本陸軍はB-17対策委員会を設置、機関砲の口径の増大を目指した。昭和18年度、37mm機関砲「ホ203」、40mm機関砲「ホ301」、57mm機関砲「ホ401」の整備が計画された。兵器メーカーである日本特殊鋼では既に昭和15年にホ203を設計しており、ほか昭和16年から昭和17年初頭には40mm機関砲、57mm機関砲の研究に着手していた。こうした大口径化の流れのひとつに、75mm砲を飛行機搭載用に改造したホ501があった。
ホ501は運動性能が良好な四式重爆撃機への搭載が想定されたものの、試作段階で終戦となったとする説がある。ただし日本特殊鋼側の回想では2門が完成したとしている。いずれにせよキ109への搭載は砲の製作が間に合わないために断念され、かわりに八八式七糎高射砲を改修したものを搭載砲として用いた。ホ501の設計は木本寅吉技師ほかが担当、全長4mの機関砲であった。砲の重量は450kg、性能は発射速度約60発毎分、初速は500m/sであった。
航空本部昭和十九年度航空武器弾薬整備計画では、ホ501は20門の整備を想定し、ホ501榴弾5000発、他に代用弾5000発の弾薬の量産を計画していた。